# Albertina Noyes
Albertina Natalie „Tina“ Noyes (* 7. Januar 1949 in Cambridge, Massachusetts) ist eine ehemalige US-amerikanische Eiskunstläuferin, die im Einzellauf startete.
Noyes wurde in den Jahren 1964 und 1966 bis 1968 US-Vizemeisterin, stets hinter Peggy Fleming. Im Zeitraum von 1964 bis 1968 nahm sie an Weltmeisterschaften teil. Ihr bestes Ergebnis war der sechste Platz bei der Weltmeisterschaft 1968. Noyes repräsentierte die USA bei zwei Olympischen Winterspielen. 1964 in Innsbruck belegte sie den achten Platz und 1968 in Grenoble wurde sie Vierte.
Noyes vertrat den Skating Club of Boston und wurde von Cecilia Colledge trainiert.

## Ergebnisse
| Wettbewerb / Jahr                | 1964 | 1965 | 1966 | 1967 | 1968 | 1969 |
| -------------------------------- | ---- | ---- | ---- | ---- | ---- | ---- |
| Olympische Winterspiele          | 8.   |      |      |      | 4.   |      |
| Weltmeisterschaften              | 9.   | 10.  | 9.   | 7.   | 6.   |      |
| US-amerikanische Meisterschaften | 2.   | 3.   | 2.   | 2.   | 2.   | 3.   |